# MaK 450 C
Die MaK 450 C ist eine dreiachsige Diesellokomotive mit Stangenantrieb. Sie wurde von 1961 bis 1967 in einer Stückzahl von 24 Exemplaren von der Firma MaK gebaut und gehört zur ersten Generation der MaK-Stangenlokomotiven.
Im Deutschen Fahrzeugeinstellungsregister wurde für diese Bauart die Baureihennummer 98 80 3264 vergeben.

## Technik
Die MaK 450 C ist eine Weiterentwicklung der MaK 400 C mit stärkerer Motorisierung. Der eingebaute MaK-Motor MS 301 F stand ab 1961 als weiterentwickelte Variante des Typs MS 301 zur Verfügung. Er leistet 450 PS (331 kW) bei 750/min. Der Motor ist ein langsam laufender Schiffsdieselmotor mit 6 Zylindern in Reihenbauform. Die Lok verfügt über einen dieselhydraulischen Antrieb mit einem Voith-Getriebe Typ L 37 Ub. Eine Blindwelle überträgt die Antriebskraft über Kuppelstangen auf die drei Achsen. Die Lokomotiven erreichen bei einem Dienstgewicht von 45 t eine Höchstgeschwindigkeit von 62 km/h. Der Tankinhalt beträgt 970 Liter.

## Einsatz
Die Lokomotive war für mittelschweren Rangier- und leichten Nebenstreckendienst konzipiert und wurde bis auf zwei Ausnahmen ausschließlich bei Industrie- und Hafenbahnen eingesetzt. Größter Abnehmer war mit zehn gekauften und einem gemieteten Fahrzeug die Ilseder Hütte (Verkehrsbetriebe Peine-Salzgitter GmbH).
Zurzeit werden noch fünf Loks gewerblich eingesetzt, drei fahren im Museumsbetrieb. Vier Exemplare sind bereits verschrottet, zwei nicht mehr fahrbereit. Der Verbleib der übrigen zehn Lokomotiven ist nicht bekannt.

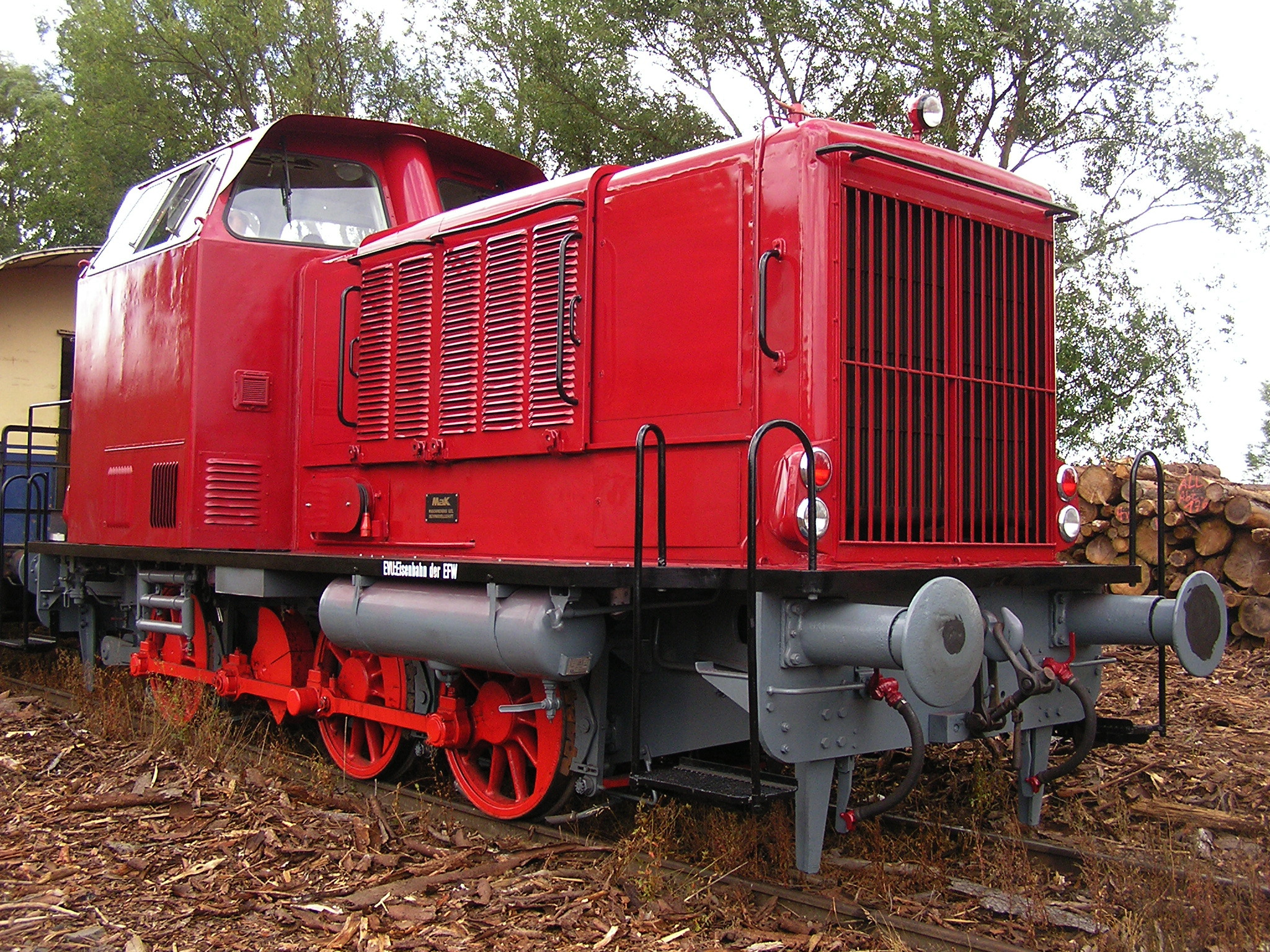
Lok der Eisenbahnfreunde Wetterau
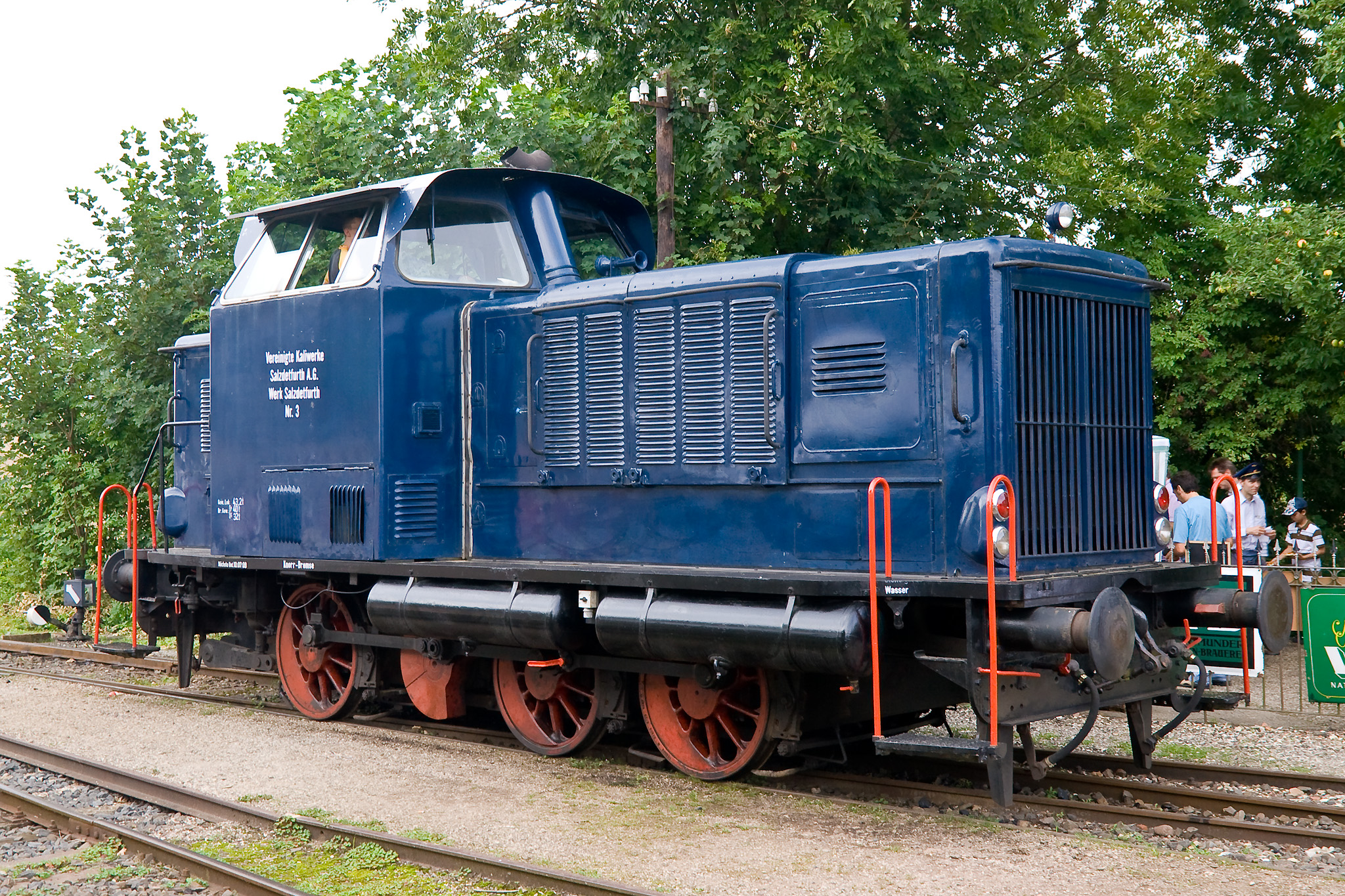
Lok der Arbeitsgemeinschaft historische Eisenbahn
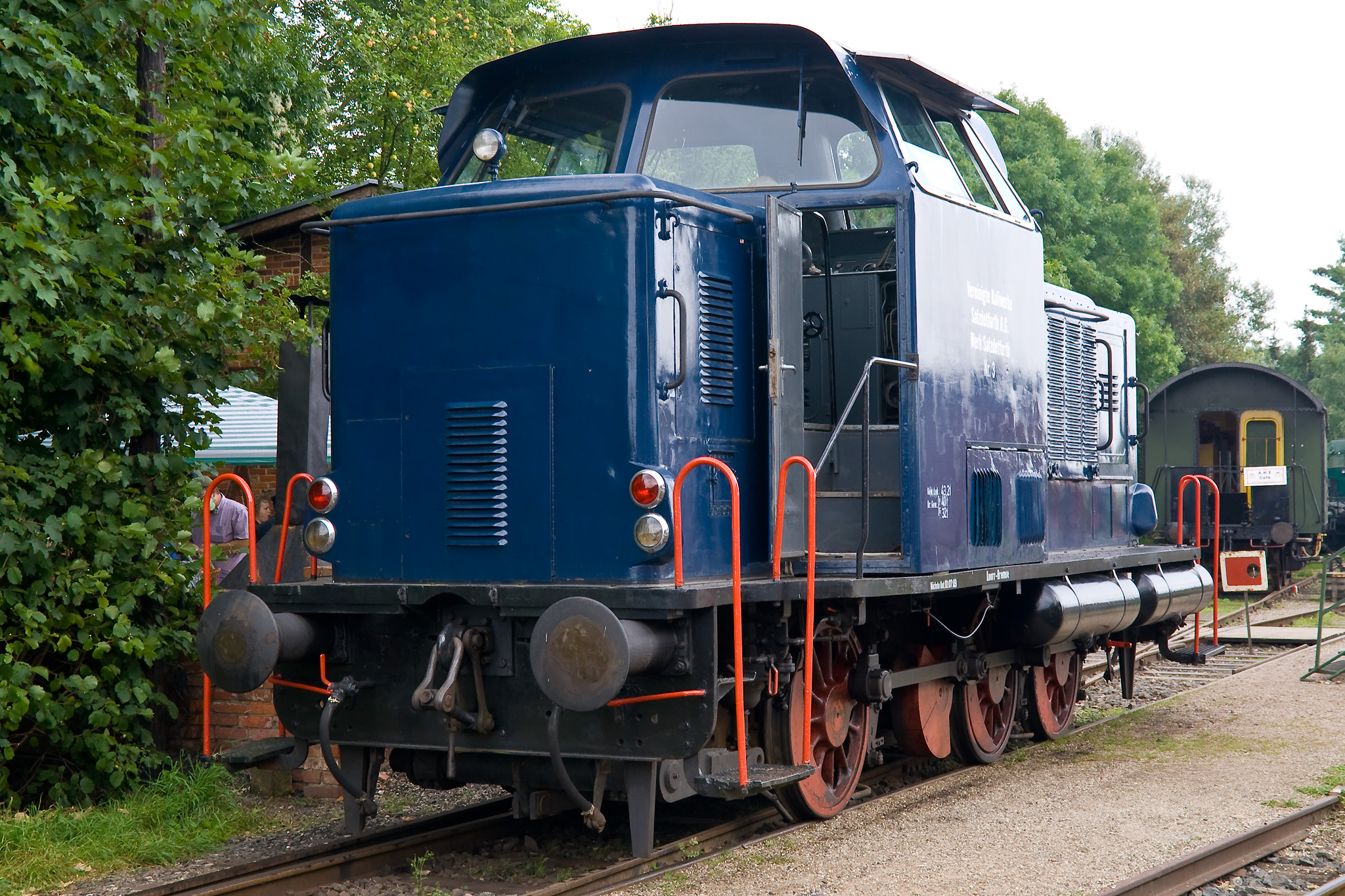